# Missa Hébié
Missa Hébié, né en 1951 et mort le 26 septembre 2018 à Ouagadougou, est un réalisateur et scénariste burkinabé. Il est connu pour ses séries et films à succès : Commissariat de Tampy, l'As du lycée, Le Fauteuil et En attendant le vote.

## Biographie

### Etudes et débuts
Missa Hébié, réalisateur burkinabé, naît en 1951 à Orodara. Missa Hébié enseigne dans des écoles primaires pendant quinze ans avant de se tourner vers des études cinématographiques. En 1986, il entame une licence en cinéma, sciences et techniques de l'audiovisuel à l’Institut africain d’éducation cinématographique (INAFEC) de l'université de Ouagadougou. Dans le cadre de ses études il réalise un stage de six mois au Canada (Montréal), en France (Bordeaux), en Belgique (Bruxelles). Il commence sa carrière dans le cinéma en 1992 comme assistant réalisateur pour le film Wendemi réalisé par Pierre Yameogo,.

## Carrière
C'est en 1990 qu'il réalise son premier film de fiction d'une durée de 26 minutes, intitulé M'Biiga: Mon fils. En 2003, il fonde sa propre maison de production, Faso films. Il connaît la reconnaissance du grand public avec sa série Commissariat de Tampy (2006), qu'il dirige sur trois saisons (2006, 2008 et 2012). Bien que principalement actif dans le domaine de la télévision et des courts-métrages, Missa Hébié s'essaie également au long métrage, avec deux réalisations notables : Le Fauteuil (2009), son premier long métrage, qui remporte le prix Oumarou-Ganda lors de la 21e édition du Fespaco, et est présenté au Festival international du film de Pusan en Corée du Sud la même année. En 2011, il propose En attendant le vote, une adaptation du roman En attendant le vote des bêtes sauvages d’Ahmadou Kourouma, dans l'espoir de remporter l'Étalon d'or du Fespaco. Ce film est également récompensé au Fespaco, recevant le prix de la meilleure musique (Wasis Diop), ainsi qu'une mention spéciale du jury pour l’adaptation d’un chef-d’œuvre de la littérature africaine. En 2015, son film Cellule 512 est présenté comme la meilleure affiche du Fespaco, et lui vaut également le prix Singis de l’Association catholique mondiale pour la communication, d'une valeur de 2 millions franc CFA.
Missa Hébié occupe également divers postes de responsabilité, notamment celui d’adjoint au secrétaire permanent du Fespaco et de directeur adjoint au secrétariat des programmes de la télévision nationale du Burkina Faso.

## Décès
Missa Hébié décède d'un arrêt cardiaque le 26 septembre 2018 à Ouagadougou,,. Il est en plein tournage de la série L’Ami Fidèle qu’il prévoit présenter en 2019, lorsque son fils, Brahim Hébié, le trouve inconscient,.

## Filmographie

### Réalisateur

#### Films
- 1990 : M'Biiga: Mon Fils
- 1991 : Un Amour de Casque
- 1993 : Nooma
- 1995: Contes & Légendes du Burkina
- 1996 : Lysistrata
- 2003 : Djarabi
- 2008 : As du Lycée
- 2009 : Le Fauteuil
- 2011 : En attendant le vote...
- 2015 : Cellule 512

#### Documentaires
- 1990 : Le défilé de Mode
- 1990 : Sanon
- 1993 : La Mémoire et le Verbe
- 1993 : Acrobates
- 1995 : Le Bouffon d'Afrique
- 1995 : Une Nouvelle Génération de Bâtisseurs
- 1995 : Regard d'Afrique
- 1995 : Excellence au Fespaco
- 1996 : Autour d'un Plat de To

#### Séries Télévisées
- 1995 : Sita (pilote)
- 2000 : Sita
- 1992 : Ici l'Afrique (documentaire)
- 2006 : Commissariat de Tampy

### Scénariste
- 1992 : Wendemi, l'Enfant du Bon Dieu
- 1992 : Ici l'Afrique
- 2008 : As du Lycée
- 2006 : Commissariat de Tampy
- 2009 : Le Fauteuil
- 2011 : En attendant le vote...
- 2015 : Cellule 512

## Récompenses et nominations
Ses récompenses et nominations,:

### Festival panafricain du cinéma et de la télévision de Ouagadougou
- 2009 : Prix de la meilleure œuvre télévisée pour As du Lycée
- 2009 : Prix des Nations unies dans la promotion des droits de l'enfant pour As du Lycée
- 2009 : Prix RFI du public pour Le Fauteuil
- 2009 : Prix Oumarou Ganda pour Le Fauteuil
- 2009 : Prix CEDEAO pour Le Fauteuil
- 2011 : Prix du Jury pour En attendant le vote...

### FestivalVues d’Afriquede Montréal
- 2013 : Prix Afrique Connexion de la meilleure série télé et feuilleton pour : Commissariat de Tampy